# ميليشيا المتطوعين الصرب
ميليشيا المتطوعين الصرب (بالصربية: Српска добровољачка гарда) وتُعرف أيضا باسم نُمور أركان (بالصربية: Арканови тигрови)، هي وحدة قوات شبه عسكرية مُكونة من مُتطوعين صرب كانت تحت قيادة زيلكو رازناتوفيتش المعروف باسم أركان.